# Doba nesvobody
Doba nesvobody je v českém ústavním vývoji definována jako doba, „kdy československý lid byl zbaven své svobody.“ Časově je vymezena od 30. září 1938 do 4. května 1945, tedy od přijetí mnichovské dohody do začátku pražského povstání. Zavedena byla ústavním dekretem presidenta republiky ze dne 3. srpna 1944, č. 11 Úř. věst. čsl., o obnovení právního pořádku.

## Doba nesvobody ve smyslu dekretu o obnovení právního pořádku
Účelem dekretu č. 11/1944 Ú. v. čsl. byl návrat k právním poměrům platným před 30. 9. 1938, ale protože se mezitím uplatnila řada nových právních předpisů, měl být dekret zároveň klíčem k rozlišení, které předpisy jsou v osvobozeném Československu nežádoucí, a které je možné za určitých podmínek nadále používat.
Zmíněným dekretem bylo stanoveno, že právní předpisy, které byly v době nesvobody vydány, nejsou součástí československého právního řádu, některé z nich však bylo možné přechodně používat, pokud se svým obsahem nepříčily demokratickým zásadám československého ústavního pořádku. Zcela vyloučeny však byly předpisy v oblastech trestního a rodinného práva a práva upravujícího osobní poměry. Co se týče soudních a správních rozhodnutí z doby nesvobody, bylo možné je zrušit, a to i rozhodnutí už pravomocná, pokud byla vydána podle předpisů, které nebylo možné nadále používat, pokud směřovaly k československým právem zakázanému cíli nebo pokud byly vydány ve vadném procesu (vzhledem k mimořádným poměrům dané doby), případně, pokud šlo o odsouzení za čin, který měl přispět k osvobození československého státu. Trestní rozhodnutí, kterými byl někdo uznán vinným skutkem, který nebyl podle československého práva trestným, pak byly nicotné už od samého svého počátku (ex tunc).
Počátek doby nesvobody byl definován přímo v dekretu č. 11/1944 Ú. v. čsl., její konec byl však vzhledem k dosud probíhající válce ponechán otevřený. Ukončení doby nesvobody tak stanovilo až nařízení vlády ze dne 27. července 1945, č. 31/1945 Sb., jímž se stanoví konec doby nesvobody pro obor předpisů o obnovení právního pořádku.

### Použití dalšími dekrety a zákony
Vedle ústavního dekretu č. 11/1944 Ú. v. čsl. s termínem doba nesvobody, respektive s takto vymezeným časovým obdobím, operovaly i další důležité právní předpisy, např. dekret č. 5/1945 Sb., o neplatnosti některých majetkově-právních jednání z doby nesvobody a o národní správě, dekret č. 105/1945 Sb., o očistných komisích pro přezkoumání činnosti veřejných zaměstnanců, dekret č. 108/1945 Sb., o konfiskaci nepřátelského majetku a Fondech národní obnovy, zákon č. 128/1946 Sb. o neplatnosti některých majetkově-právních jednání z doby nesvobody a o nárocích z této neplatnosti a z jiných zásahů do majetku vzcházejících nebo zákon č. 195/1946 Sb., o použivatelnosti předpisů z doby nesvobody, jakož i některé další zákony z roku 1946, vesměs povahy restituční. Také v těchto případech se platnost zkoumaného právního aktu (zejména prodej nebo převod majetku) nebo trestnost vyšetřovaného činu odvíjela v první řadě od toho, zda byl či nebyl vykonán v době nesvobody.

## Použití v právním řádu ČR
Současné české právo používá dvojí definici doby nesvobody ve dvojím významu:
- Definici a časové vymezení převzaté z dekretu č. 11/1944 Ú. v. čsl. o obnovení právního pořádku používá například restituční zákon č. 229/1991 Sb., o úpravě vlastnických vztahů k půdě a jinému zemědělskému majetku a související zákon č. 243/1992 Sb.; dále zákon č. 212/2000 Sb., o zmírnění některých majetkových křivd způsobených holocaustem a o změně zákona č. 243/1992 Sb. a zákon č. 181/2007 Sb., o Ústavu pro studium totalitních režimů a o Archivu bezpečnostních složek a o změně některých zákonů.
- Jiné vymezení doby nesvobody přinesl zákon č. 480/1991 Sb., o době nesvobody, který nicméně pouze deklaratorně stanovil, že „v letech 1948 až 1989 komunistický režim porušoval lidská práva i své vlastní zákony.“ Avšak podle téhož zákona, právní akty přijaté během takto nově definované doby nesvobody zůstávaly v platnosti a mohly být zrušeny jen zvláštními zákony, takže žádný praktický význam tato nová definice neměla a nemá.